# Dinocephalus ocellatus
Dinocephalus ocellatus är en skalbaggsart som beskrevs av Aurivillius 1908. Dinocephalus ocellatus ingår i släktet Dinocephalus och familjen långhorningar. Inga underarter finns listade i Catalogue of Life.